# 4-甲基庚烷
4-甲基庚烷是一种有机化合物，化学式为C8H18，是辛烷的同分异构体之一，它可从石油中分离得到。它是高度易燃的液体，难溶于水。它的玻璃转化温度为−174.4 °C（98.7 K），临界点为561.7 K, 2.54 MPa。